# پتر برکووتس
پتر بُرکووِتس (انگلیسی: Petr Borkovec؛ زادهٔ ۱۷ آوریل ۱۹۷۰) شاعر، مترجم و روزنامه‌نگار اهل کشور جمهوری چک است. او زبان و ادبیات چک را در دانشکده فلسفه دانشگاه چارلز خواند اما تحصیلات خود را به پایان نرساند. اشعار او تقریباً به تمام زبان‌های اروپایی ترجمه شده‌است. کتاب‌های او در اتریش و ایتالیا منتشر شده‌است. بُرکووِتس بیشتر شعرهای روسی قرن بیستم را ترجمه می‌کند.